# 馬ノ瀬 (大分県)

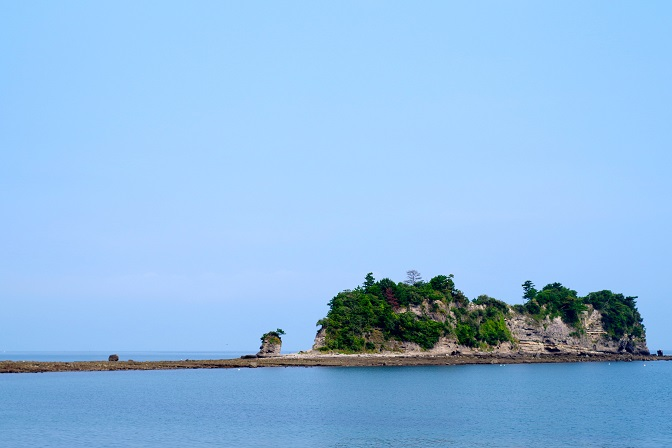
馬ノ瀬

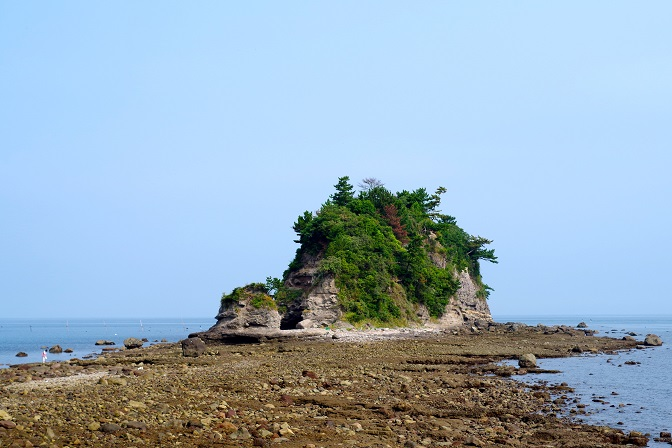
馬ノ瀬

馬ノ瀬（まのせ、うまのせ）は、国東半島北部の大分県国東市国見町にある岩礁である。

## 概要
大分県国東市国見町竹田津地区の海岸にある景勝地である。
大高島と小高島の間の岬の北方約250mにあり、最高点は標高22m。長さ約400m、幅約50mで、北西から南西に細長く延びる。南西側と北東側はともに海食崖で、横から見ると馬の背のように見える。干潮時には岬から馬ノ瀬までが陸続きになり、歩いて渡ることができる（タイダル・アイランド）。
小高島から馬ノ瀬にかけては、釣り場としても知られている。